# Kumi Miyasato
Kumi Miyasato (宮里 久美, Miyasato Kumi, née le 1er octobre 1969 à Sagamihara, Préfecture de Kanagawa) est une chanteuse japonaise, populaire dans son pays au milieu des années 1980. Elle fut également la doubleuse  (seiyū) du personnage de Eve dans les deux premiers OAV de l'anime Megazone 23.

## Doublage
- Megazone 23 : Eve Tokimatsuri

## Discographie
Singles
- 1985.02.05 : Senaka Goshi ni Sentimental (背中ごしにセンチメンタル?) (Chansons de Megazone 23)
- 1986.01.21 : Himitsu Ku・Da・Sa・I (秘密く・だ・さ・い?) (Chansons de Megazone 23 - part II)
- 1986.04.15 : Futari no Saint George (ふたりのサン・ジョルディ?)

Albums
- 1985.10.21 : Hitomi de Whispering (瞳でウィスパリング?)
- 1986.01.21 : Allergy (アレルギー?)
- 1987.07.21 : Unfinished

Compilations
- 1986.11.21 : For You (best of)

Participations
- 1985 Megazone 23 - Original Soundtrack (3 chansons)
- 1986 Megazone 23 Part II - Original Soundtrack (2 chansons)

En outre, un single CD de Senaka Goshi ni Sentimental a été emballé avec la sortie en DVD japonais de Megazone 23.